# Donatello
Donatello, eredeti nevén: Donato di Niccolò di Betto Bardi) (Firenze, 1386? – Firenze, 1466. december 13.) korai reneszánsz olasz képzőművész.
A 15. századi Itália egyik legjelentősebb szobrásza, bár sok különböző művészeti irányban képviseltette magát. Elsősorban Firenzében alkotott a Medici-család szolgálatában. Alkotásaival nagy szerepet játszott a perspektivikus ábrázolás elterjedésében, valamint a szobrászat önálló – nem épülethez kötött – megvalósításában.

## Élete

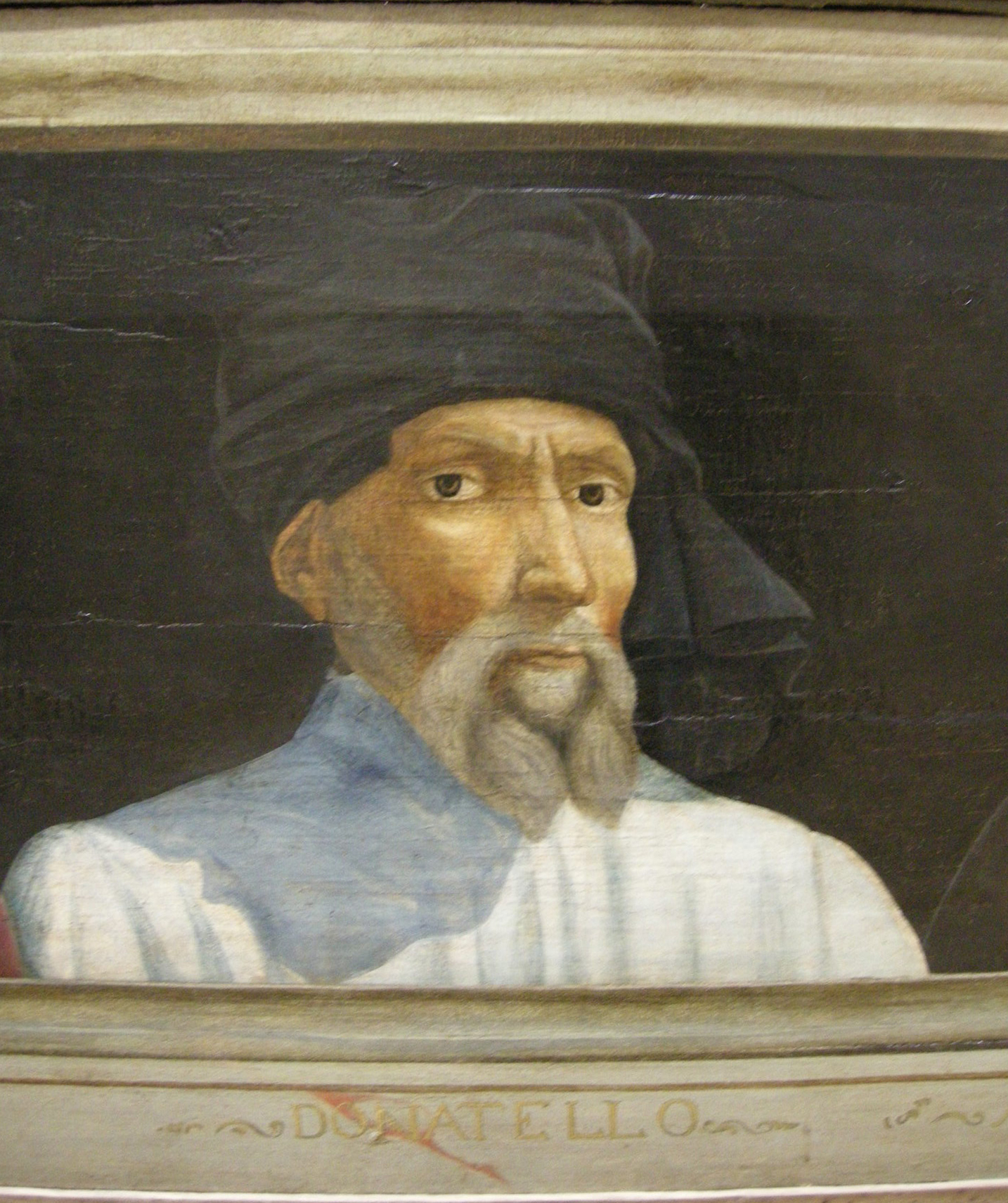
Donatello arcképe (vitatottan) Paolo Uccello által (1470 körül)

Donatello születési évét nem lehet pontosan tudni, hol öt évvel idősebbnek, hol egy évvel fiatalabbnak mondta magát (nyilván aktuális érdekeinek megfelelően). Végül is az 1386-ban állapodtak meg, amikor 1886-ban, szülővárosában nagy ünnepségekkel ülték meg születésének ötszáz éves évfordulóját. Donato volt a keresztneve, de kis termete miatt Donatellónak nevezték el. Az apja, Niccolò di Betto Bardi gyapjúkártoló iparos volt, Firenze virágzó posztókereskedésének és iparának egyik ágával, vagyis a posztók kikészítésével foglalkozott. Gyapjúkereskedőként jómódúnak számított. Az ifjú Donatello a Martelli család házában, kezdetben aranyművesnek tanult, Lorenzo Ghiberti keze alatt, Ghiberti apjának, Cione di Ser Buonaccortónak a műhelyében. Tanulmányai befejeztével, Rómában nyitott aranyműves műhelyt, Filippo Brunelleschivel közösen és munkájukkal hamarosan elismertté váltak.
Donatellónak első éveiről Vasari, az olasz művészek híres életírója, beszéli, hogy gyermekkorától fogva Roberto Martelli házában nevelték és mind jó magaviselete, mind pedig szorgalma és törekvése miatt az egész nemes család megszerette.
Mint a reneszánsz korának annyi más művésze, Donatello is valamely ötvösműhelyben nyerte első kiképzését. A művészeti iparnak ez az ága, ebben az időben, virágzásának fokán állt Toszkánában. A legnagyobb építészeknek, szobrászoknak, festőknek pályája innen indult ki.
Az életrajzírók szerint 1402 és 1404 között Brunelleschi barátjával Rómába utazott, hogy az antik romokat tanulmányozzák. Rómából hazatérve 1404-ben azon munkások között találjuk, akik Ghibertinek a Santa Maria del Fiore keresztelőkápolna kapujára készülő domborművek technikai kivitelében segítségére voltak. Itt munkája rövid ideig tartott. Donatello, a Ghiberti szolgálatában töltött rövid idő után, otthagyja a mintázást, az ötvösség gyakorlatát.  Húszéves korában mint kőfaragó a firenzei székesegyház szolgálatába áll, vésőt fog és első önálló műveit, melyeket ismerünk, márványból faragja ki. Nem követi tovább Ghiberti nyomdokait. Ő lesz a mestere nemsokára azoknak, akik a közös munkában idősebb, tapasztaltabb, gyakorlatias társai voltak, mint például Nanni di Banco.

## Munkássága
Donatello szobrászata a főpillére a reneszánsz ábrázolóművészetnek. Az újjászületés nélküle is bekövetkezett volna, de nem folyt volna le így, és nem lett volna biztos alapja a mester működése nélkül. Donatello fokozatosan, lépésről lépésre tanulja meg a természet megfigyelése alapján álló, reális ábrázolási módot. Az aktábrázolásának sem rohan neki a test ismerete nélkül. Művészetének lényege a valóság minél hívebb, kifejezőbb megközelítése, az emberi test szerves fölépítése és az öltözék anyagszerű ábrázolása. Ha át is vesz egy-egy klasszikus motívumot, jelentőségét a maga valóságszemléletével ellenőrzi, és teljesen összhangba hozza stílusával. Nem az antik művészeten keresztül kereste Donatello a természetességet, hanem közvetlenül a való élet megfigyelése által. És ezen az úton olyan következetesen haladt előre, hogy pályája végén szinte teljesen megfeledkezik a szépségről, a dekoratív értékek jelentőségéről.
Működése négy fejlődési korszakra osztható. Az első korszak alatt, amely 1406-tól  1432-ig terjed, Donatello szinte kizárólag márvánnyal dolgozik. Ez az idő fejlődésének legnevezetesebb korszaka, ekkor bontakozik ki a gótikából, ekkor oldja meg legelőször művészetének sajátos problémáit. A második korszak páduai tartózkodásának megkezdéséig, 1443-ig terjed. Ez idő alatt Donatello leginkább a klasszikus művészet, a Rómában látottak hatása alatt állott. A harmadik korszak kerek tíz év (1443–1453) a páduai működése. Ekkor már teljesen birtokában van az ábrázolás anyagszerűségének. A  negyedik korszak Firenzéből való hazatérésétől haláláig 1466-ig tart. Ez a végletes realizmus ideje. Életének külső körülményei nem mozgalmasak. Lucca ostromát leszámítva, ahol mint hadmérnök, 1430-ban vett részt, nyugalmasan telnek napjai. Nem kereste a politikát, életének igazi eseményei művészi élményei, alkotásai voltak.

## Alkotásai

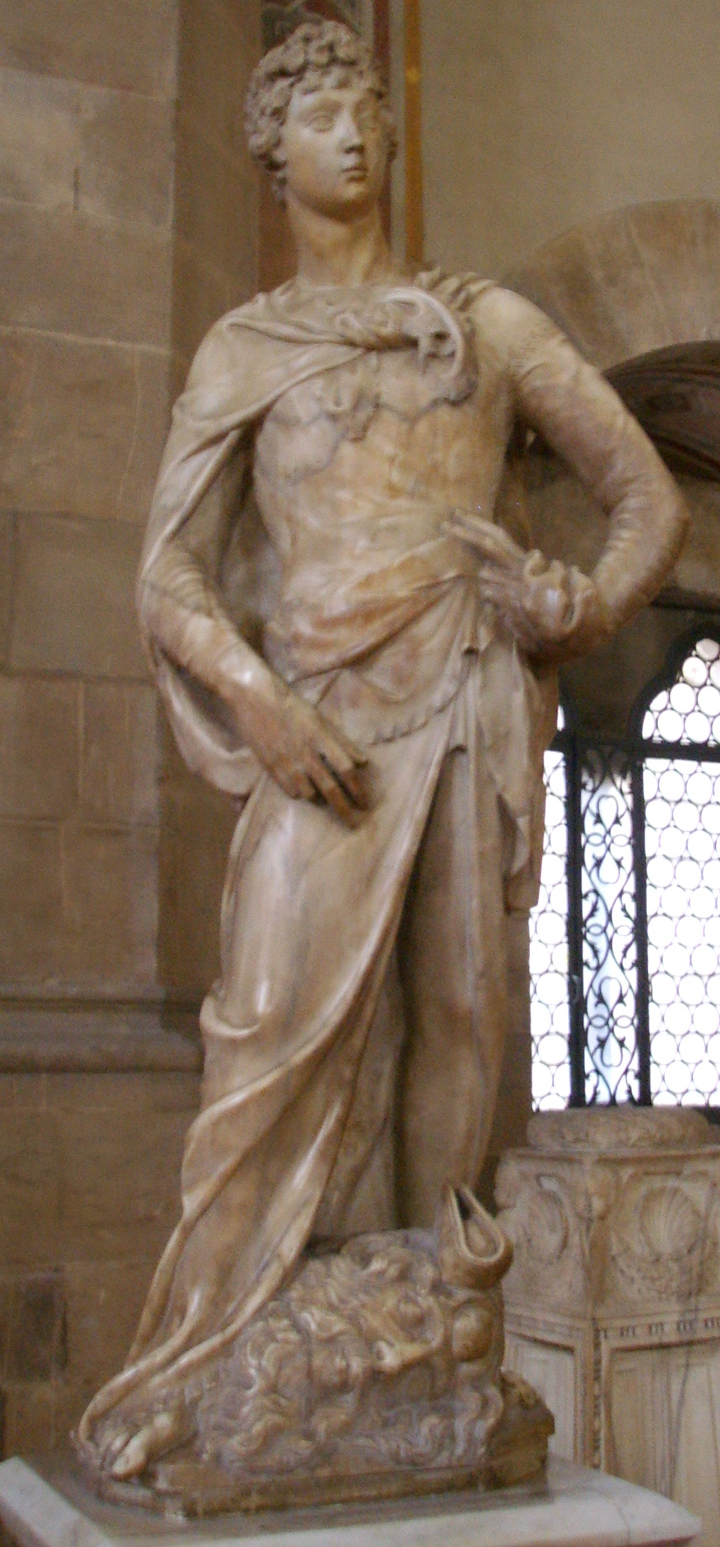
Márvány Dávid, 1409

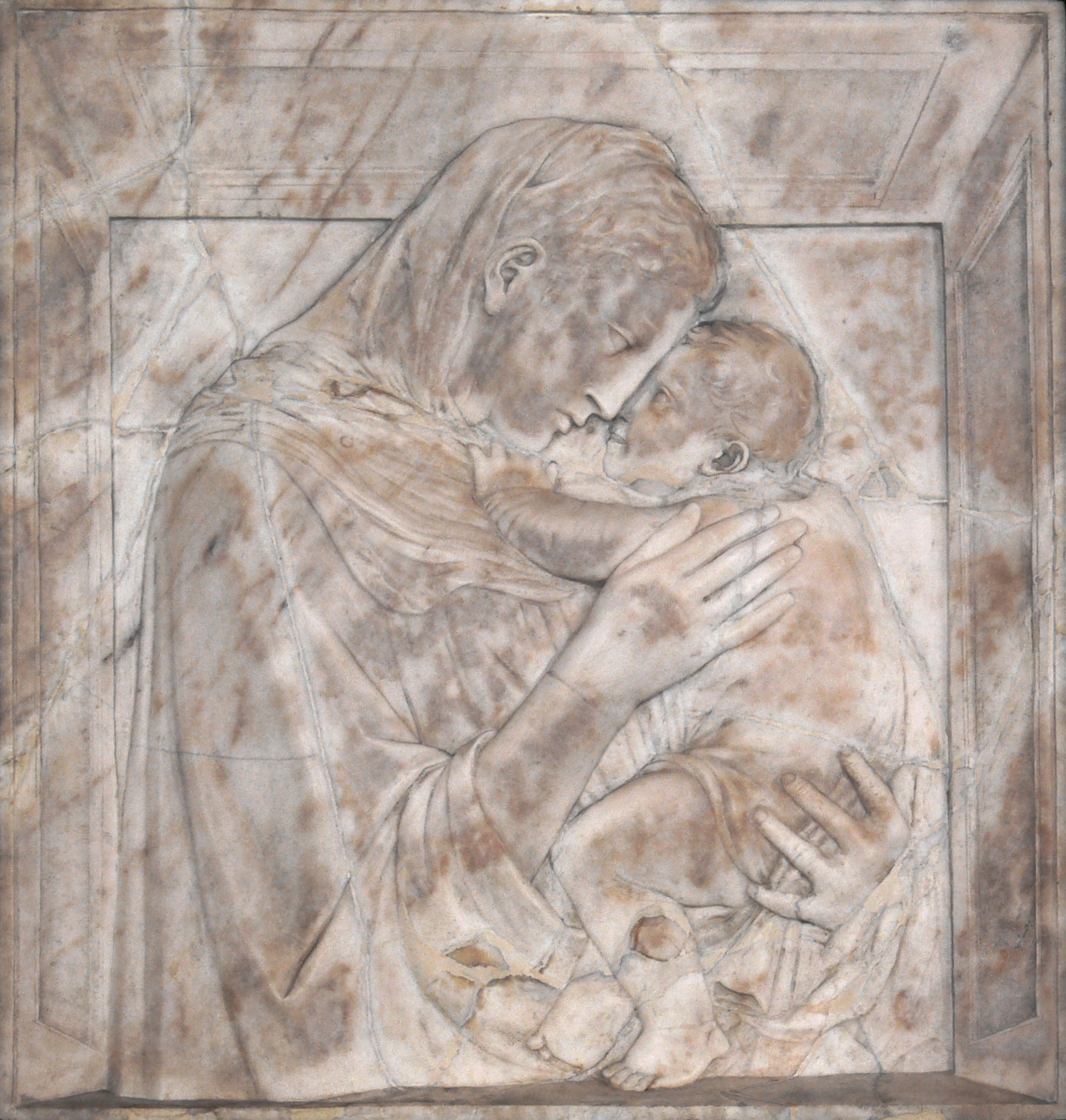
Pazzi-madonna

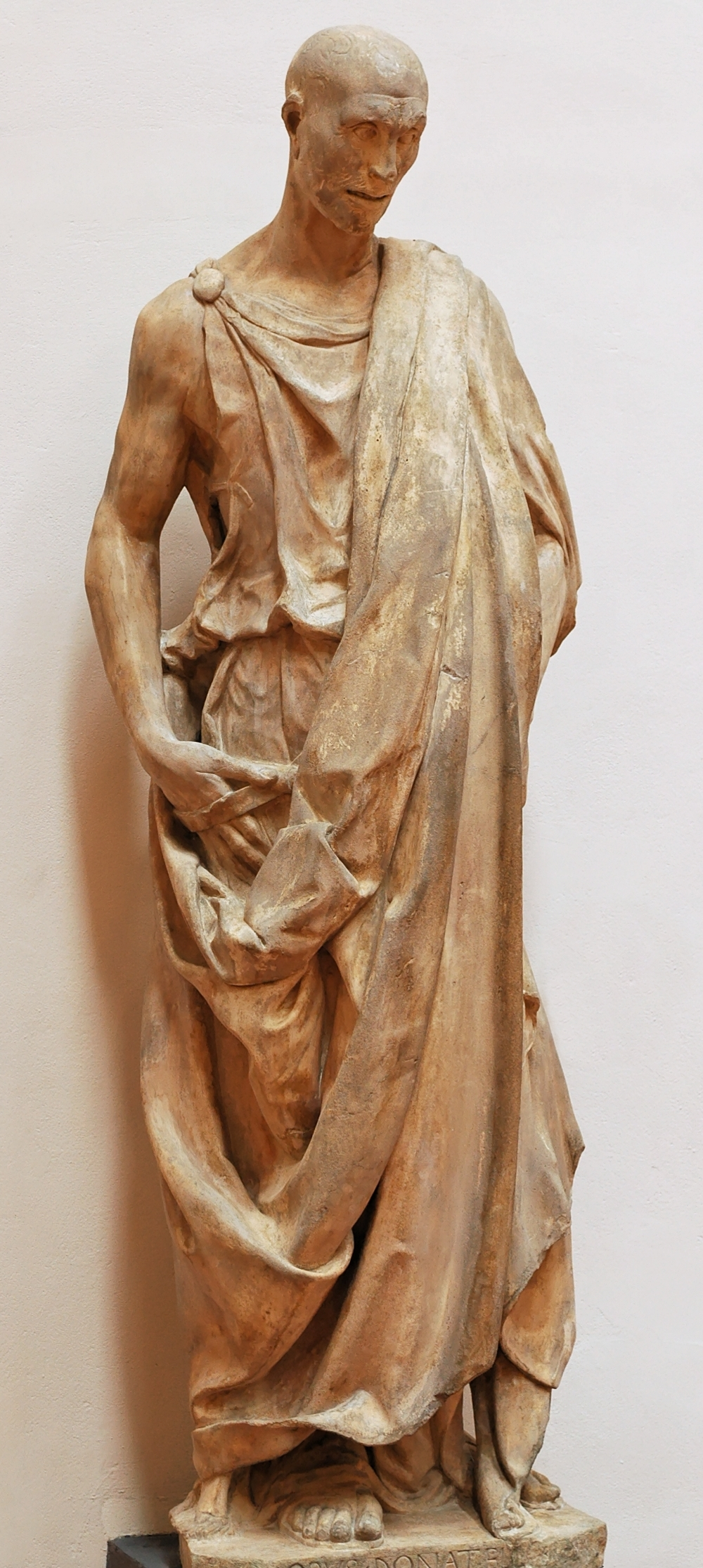
Habakuk szobra (Zuccone néven is ismert)

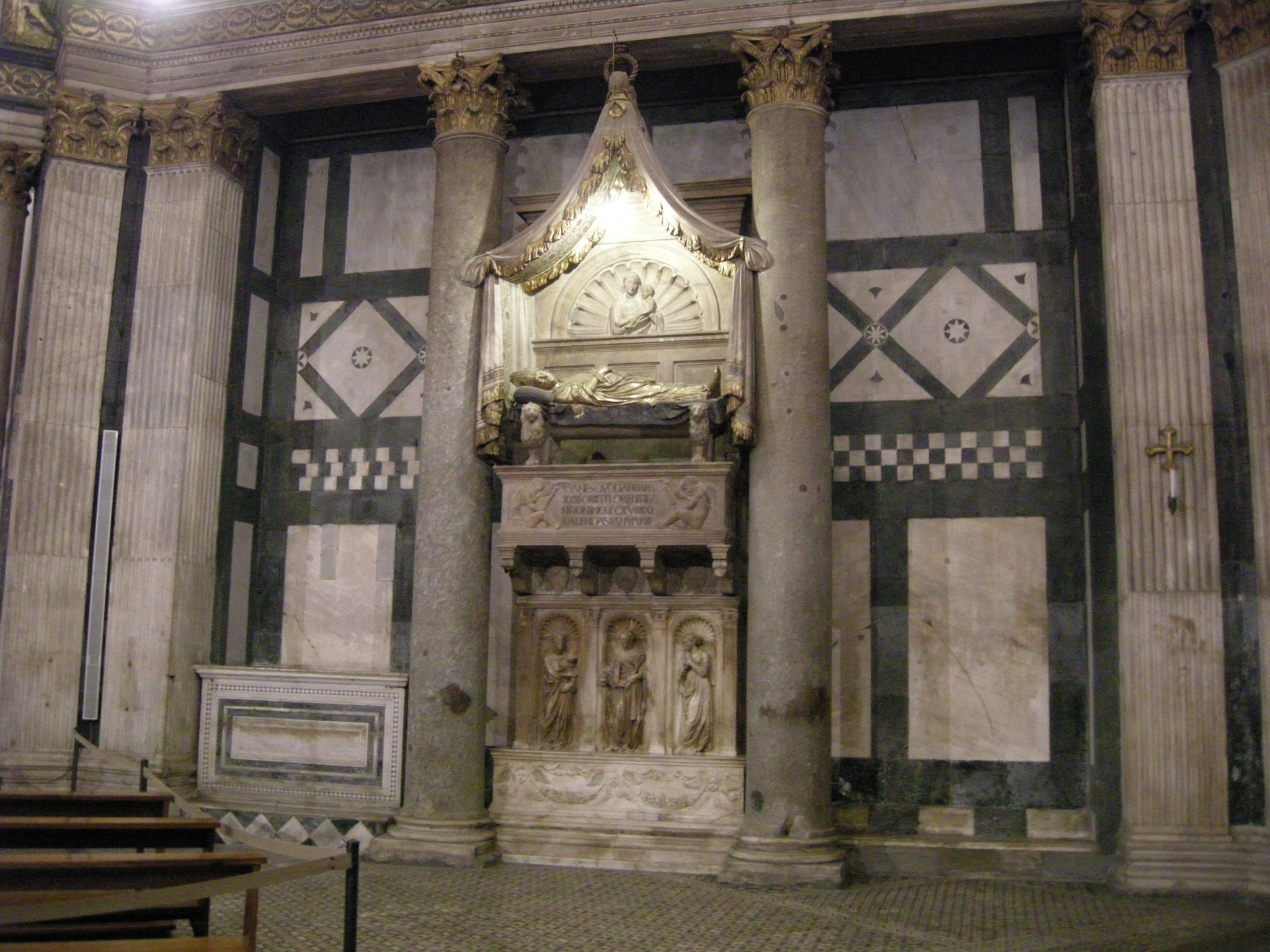
XXIII. János (ellenpápa) síremléke, Firenze, Szent János-keresztelőkápolna

### Kezdetek
- Fiatal próféta, 1406–08, márvány, Firenze, székesegyház. Húszéves korában mint kőfaragó lép a dóm építésvezetőségének, az Operának a szolgálatába és e templom számára készíti 1406–08-ig első két ismert művét, a Porta della Mandorla filiáléi[3] csúcsán lévő két próféta-szobrot. A másik az első Dávid szobra.
- Dávid, 1408–09, márvány, Firenze, Museo Nazionale del Bargello. Az 1409-ben befejezett koszorúsfejű Dávidja a Fiatal próféta továbbfejlődése. A büszke hőst tette elkövetése után ábrázolja, meztelen lába előtt Góliát fejével.
- Márk evangélista, 1411–12, márvány, Firenze, Orsanmichele
- János evangélista, 1409–15, márvány, Firenze, székesegyház. A hatalmas test lábszárak közti, még gótikus ruhaöböl a Mózes redőhullámaiban újul meg.[4]
- Szent György, 1416, márvány, Firenze, Orsanmichele[5]
- Pazzi-Madonna, 1422 körül[6]
- Jeremiás, 1427, márvány, Firenze, campanile
- Habakuk próféta (Zuccone), 1435–36, márvány, Firenze, campanile. Habakuk feje régi római képmásra emlékeztet, kezében még irattekercset tart, mint gótikus alakok. Jeremiása és Habakuk a mester legjellemzőbb alkotásai közé tartoznak. Habakuk már a római út után készült, mégis erős a rokonság kettejük között. Állásuk, a jobb kéz testhez tapadó gesztusa, mindkettőn azonos. Rövid-szakállas, borostás, fanyar arcuk portrészerűen kifejező. Jeremiás jobb válla és melle meztelen, a bal vállon átvetett lepel még összevissza ráncokat vet, a Zuccónén, ellenben, zuhatagszerűen esik alá.
- Keresztelő Szent János, 1420–30 között, márvány, Firenze, Museo Nazionale.[7] Ez nem teljesen Donatello munkája, faragása valószínűleg Michelozzótól ered.
- Krisztus a keresztfán, 1420–30 között, fa, Firenze, Santa Croce

»Donatellónak eddigi szobrai mind ruhás alakot ábrázoltak. A középkor fölfogása nemigen tűrte a meztelenséget, de a keresztre feszített Krisztus esetében nem térhetett ki ez elől. Ismeretes Vasarinak erről a fafeszületről szóló elbeszélése, mely talán mese, mégis híven tükrözi Donatello alkotását. Brunelleschinek nem tetszett ifjú barátjának alkotása, mert Krisztus szerinte una persona delicatissima, akihez nem méltó ez a fölfeszített paraszt. És hogy Donatellót példával is meggyőzze, titokban ő is faragott egy feszületet. Midőn mesterünk az aszketikus alakot megpillantotta, beismerte Brunelleschi igazát, és hogy legyőzték. Pedig Donatello a maga nemében ezúttal is mesterit alkotott. Könyörtelen realizmusa a jövőbe mutat Brunelleschi ideálisabb gótikájával szemben.«

#### Fából készült feszület
Donatello világhírű feszülete (1406–1408) a Santa Croce templomban, Filippo Brunelleschié (1410–15) a Santa Maria Novella templomban, a fiatal Michelangelo feszülete (1493) a Santo Spirito templomban található Firenzében. Mindhárom feszület fából készült.
|  |  |  |

### Kibontakozás
- Baldassare Cossa síremléke, 1425–27, bronz, Firenze, Battistero. Az első nagy mű, amelyet Donatello társával együtt alkotott. Michelozzo sokat és gyorsan tanult tíz évvel idősebb mesterétől. Donatello – valószínűleg a bronzöntésben való járatlansága miatt – 1425-ben Ghiberti segédjét, Michelozzót veszi maga mellé társul és vele készíti Baldassare Cossának a firenzei Battisteróban lévő síremlékét, aki egy ideig XXIII. János (ellenpápa) néven pápa volt, de a konstanzi zsinat lemondatta. Máig vitás, kitől származik az 1425–27-ben fölállított síremlék építészeti rajza. Bár elhelyezése a gránit oszlopok között a gótikus magasba törést, a részek egymás fölé helyezését írja elő, sőt az alkotás szelleme is – alul az egyházi erényekkel – a középkorra vall, mégis a formák klasszikus jellege a reneszánsz győzelme.[10]
- Mária mennybevitele, 1420–28, márvány dombormű, Nápoly, Sant'Angelo[11] Donatello és Michelozzo Pisában faragták a síremlék darabjait és innen küldték ezeket Nápolyba.
- Péter főapostoli megbízatása, 1430 körül, márvány dombormű, London, Victoria és Albert Múzeum
- Salomé tánca, 1425 körül, bronz dombormű, Siena, San Giovanni
- A remény allegóriája 1425 körül, bronz, Siena, San Giovanni
- Tabernákulum, 1433 körül, márvány, Róma, San Pietro in Vaticano
- A Pratói székesegyház külső szószéke, 1434-48, márvány
- A Firenzei székesegyház énekeskarzata, 1433-39, márvány
- Az angyali üdvözlet, 1435 körül, kő, Firenze, Santa Croce
- Madonna, 1435 körül, stukkó, Berlin, Bode Múzeum
- Dávid, 1435 körül, bronz, Firenze, Museo Nazionale. A Mediciek palotájának kútját díszítette egy ideig, Dávid a filiszteusok ellen vívott sikeres győzelmét Góliát ellen, Donatello az aki elsőként valós testhelyzetet mutat meg bronzból, csupán egy pásztorkalap és egy lábszárvédő van rajta, szépen ábrázolja a csukló nehézkes mozdulatát és a parittyakövet is, teste egyszerű profilja szép és finoman ábrázolt hajfürtök.
- Vitatkozó szentek, 1440-43, agyag, Firenze, San Lorenzo

### Padovai évek
- A San Lorenzo régi sekrestyéjének egyik bronzkapuja, 1440–43 között
- A páduai Szent Antal-templom (Santo) feszülete, 1444, bronz
- Mária a páduai Santo főoltárán, bronz, 1446–48
- A páduai Santo főoltára, bronz és márvány[12] 1446-1450. Legnagyobb arányú oltárműve. Megrendelő az „Opera” volt, így hívták Itália-szerte a nagy templomok építésére, karbantartására  és díszítésére létrehozott intézményeket. Donatello a toszkán nagymester egy évtizedet töltött Padovában, ott munkálkodó műhelye élén személyesen vitte északra a stílus korszakalkotó újdonságait. Iskolát teremtő tevékenységével korszakalkotó újdonsággal hatott a Firenzétől távol dolgozó szobrászok tevékenységére.

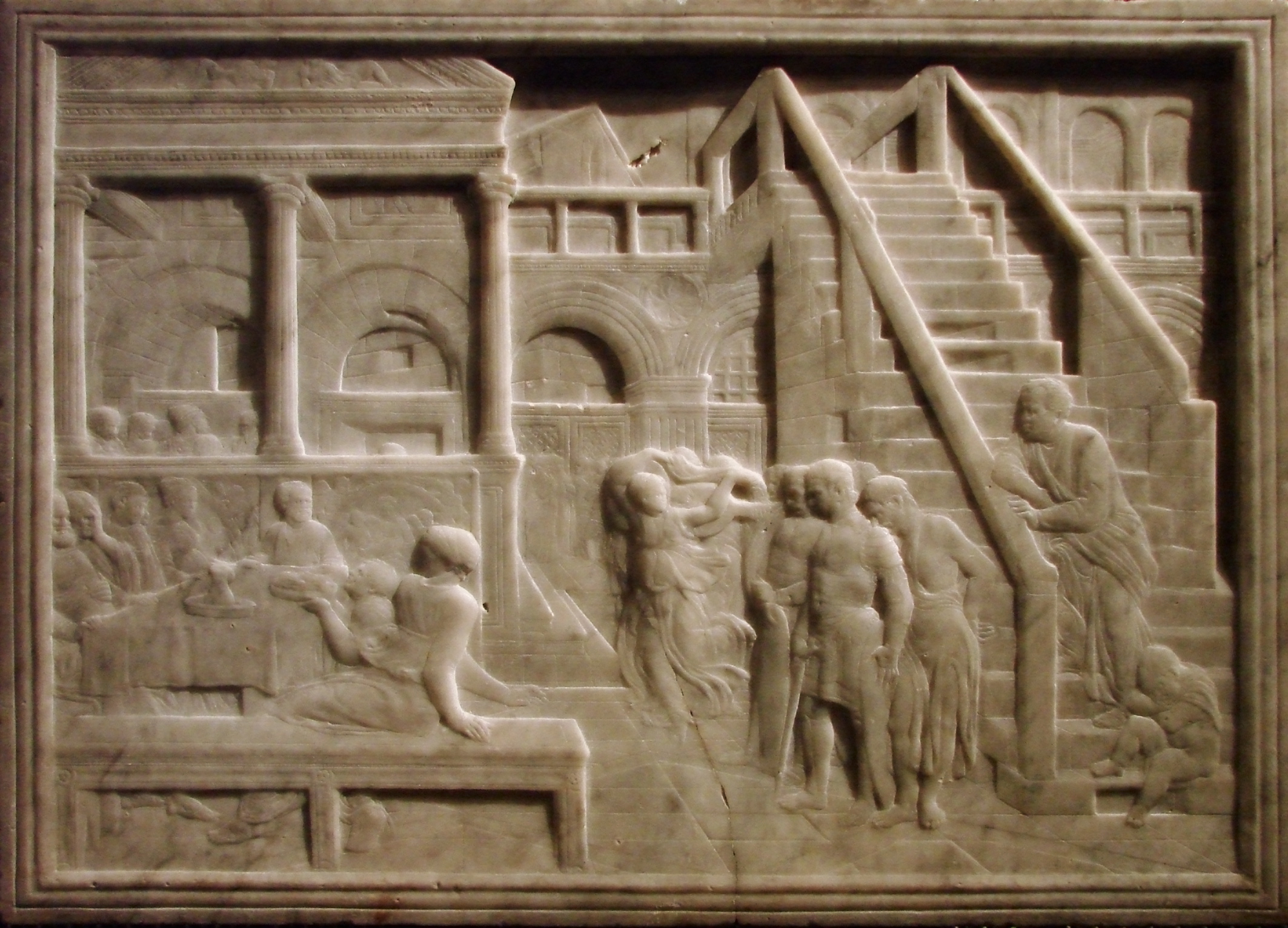
Salomé tánca relief

### Utolsó évek
- Salomé tánca, márvány, 1448 körül, márvány, Lille, Musée Wicar
- Niccolo D’Uzzano mellszobra, agyag, festve, 1442 körül, Firenze, Museo Nazionale
- Gattamelata Páduai lovasszobra, Padova bronz, 1443-47, fölállították 1453-ig
- Keresztelő Szent János, bronz, 1457 körül, Santa Maria Assunta-katedrális (Siena)
- Judit és Holofernes, 1453 után, bronz, Firenze, Signoria
- Mária Magdolna, 1453–55, Dóm-múzeum
- Krisztus föltámadása, 1462–65, márvány dombormű, Firenze, San Lorenzo
- Krisztus siratása, 1461–65, bronz dombormű, Firenze, San Lorenzo

## Legfontosabb munkái
- Szent Márk (1411–1413) - Firenze
- Habakuk próféta (1423–1425) - Dóm-múzeum, Firenze
- Heródes lakomája (1425 körül) - Siena székesegyháza
- Dávid szobor (1425–1430 között) - Bargello Nemzeti Múzeum, Firenze
- Gattamelata zsoldosvezér lovas szobra (1445–1450) - Padova
- Mária Magdolna (1455 körül) - Dóm-múzeum, Firenze
- Judit és a halott Holofernes (1455-1460) - Palazzo Vecchio, Firenze